# Джиоев, Давид Антонович
Давид Антонович Джиоев (осет. Джиоты Дауыт; 15 мая 1932 года, село Сихиат — 1 ноября 1968 года) — советский и юго-осетинский поэт, прозаик и общественный деятель. Автор первой осетинской тетралогии.

## Биография
Родился в 1913 году в крестьянской семье в селе Сихиат. В 1929 году закончил неполную среднюю школу, после чего стал работать счетоводом в местном колхозе. В 1932 году закончил Корнисскую школу крестьянской молодёжи. Потом обучался в Сталинирском рабфаке. По направлению обкома ВКП(б) был назначен председателем колхоза «Большой Сихиат». В 1934 году продолжил своё обучение в Закавказской высшей коммунистической школе в Тбилиси, по окончании которой с 1936 года служил заместителем, начальником Даусского районного земельного отдела Южной Осетии. С 1937 года обучался в Северо-Осетинском педагогическом институте. В 1939 году вступил в ВКП(б). На четвёртом курсе дирекция института направила его в Южную Осетию для организации вступительных экзаменов в Цхинвальском педагогическом институте. По дороге в Цхинвал попал в автомобильную катастрофу. Получив травму позвоночника, стал инвалидом и до конца своей жизни был прикован к постели.
Вдохновлённый романом «Как закалялась сталь» Николая Островского, стал заниматься в 1941 году литературной деятельностью. Считался «осетинским Николаем Островским». Написал романы «Большевикон тых» (Большевистская сила, 1947), «Иликъо» (Илико, 1953), тетралогию «Ӕнӕбасӕтгӕ тых» (Непобедимая сила, 1957) и «Сӕуӕхясид» (Заря, 1963). Наибольшую известность в творчестве Давида Джиоева приобрела первая в истории осетинской литературе автобиографическая тетралогия «Ӕнӕбасӕтгӕ тых», посвящённая русскому писателю Николаю Островскому. Литературные критики писали, что творчество Давида Джиоева не отмечено художественной завершённостью. По словам осетинских поэтов Фёдора Гаглоева и Нафи Джусойты произведения «не всегда отмечены художественной завершенностью. Это сознает и автор, поэтому упорно работает над усовершенствованием художественной ткани основного своего произведения „Непобедимая сила“».
Несмотря на инвалидность, принимал активное участие в общественной жизни Южной Осетии. Более тридцати лет был членом правления Юго-Осетинского отделения Союза писателей СССР.

## Награды
- Орден Трудового Красного Знамени (17.04.1958)[4].
- Орден Знак Почёта — в связи с пятидесятилетием и за успехи в литературе